# Деметрій з Лаконії
Деметрій з Лаконії (грец. Δημήτριος; кінець II століття до нашої ери) був епікурейським філософом і учнем Протарха. Він був старшим сучасником Зенона Сидонського та вчителем Філодема. Секст Емпірик цитує частину коментаря Деметрія до Епікура, в якому Деметрій інтерпретує твердження Епікура про те, що «час — це акциденція акциденції».  Це місце буде особливо відмічено вже через багато століть Карлом Марксом у його докторській дисертації.
Обвуглені сувої папірусу, що містять уривки з робіт Деметрія, було виявлено на Віллі папірусів у Геркуланумі. Частково збереглися основні його роботи:
- Quaestiones convivales (PHerc. 1006)
- Про загадки Поліена (PHerc. 1083, 1258, 1429, 1642, 1647, 1822)
- Про геометрію (PHerc. 1061)
- Про вірші (PHerc. 188, 1014)
- дві роботи без назви (PHerc. 1786, 124)

Крім того, він є ймовірним автором наступних робіт:
- Про розміри Сонця (PHerc. 1013)
- Про непостійність (PHerc. 831)
- безіменна праця з текстуальної критики творів Епікура (PHerc. 1012)
- безіменна богословська праця (PHerc. 1055)
- безіменна риторична праця (PHerc. 128)